# تفشي وباء إتش 5 إن 1 في برنارد ماثيوز في 2007
يشير تفشي وباء إتش 5 إن 1 في برنارد ماثيوز في 2007 إلى حدوث إصابات بإنفلونزا الطيور في إنجلترا سبّبها النوع الفرعي إتش 5 إن 1 من فيروس الإنفلونزا إيه بدأ في 30 يناير 2007. أصابت العدوى الدواجن في إحدى مزارع برنارد ماثيوز في هولتون في سوفولك. كانت تلك ثالث حالة يُكتشف فيها النوع الفرعي إتش 5 إن 1 في المملكة المتحدة، ووضعت مجموعة من الاحتياطات لمنع انتشار المرض، بما في ذلك القتل الوقائي لأعداد كبيرة من الديوك الرومية وفرض مناطق فصل وبرنامج تعقيم للمصنع.
لم يُحدد سبب تفشي الوباء. أُشير إلى عامل مهم وهو نقل برنارد ماثيوز للديوك الرومية ومنتجات الديك الرومي بانتظام بين المملكة المتحدة ومصنعها في المجر وأن سلالات إتش 5 إن 1 الموجودة سابقًا في المجر، وتلك الموجودة في سوفولك، كانت متطابقة وراثيًا.

## خلفية

### إتش 5 إن 1
إتش 5 إن 1 هو نوع فرعي من فيروس الإنفلونزا إيه، وهي فيروسات مسؤولة عن الإنفلونزا عند البشر والكثير من الأنواع الحيوانية الأخرى. إحدى سلالات إتش 5 إن 1 متكيفة مع الطيور، تدعى إتش بي إيه آي إيه (إتش 5 إن 1) وهو اختصار لجملة «فيروس إنفلونزا الطيور شديد الإمراض من النوع إيه النوع الفرعي إتش 5 إن 1»، وهي العامل المسبب لإنفلونزا إتش 5 إن 1.
يعتبر إتش بي إيه آي إيه (إتش 5 إن 1) مرضًا من أمراض الطيور، على الرغم من وجود بعض الأدلة على انتقال الفيروس من إنسان إلى آخر بشكل محدود. يعد التعامل مع الدواجن المصابة من عوامل الخطورة التي تؤدي إلى الإصابة بالفيروس، ولكن انتقال الفيروس من الطيور المصابة إلى البشر أمر غير فعال. تغيرت ممارسات تربية الدواجن بسبب فيروس إتش 5 إن 1. ارتفعت تكلفة تربية الدواجن في حين انخفضت التكلفة التي يتحملها المستهلكون، وذلك بسبب المخاوف من أن يؤدي فيروس إتش 5 إن 1 إلى انخفاض الطلب عن العرض.

### حالات التفشي الحديثة في المملكة المتحدة وبقية دول الاتحاد الأوروبي
كان التفشي هو ثالث حالة يُكتشف فيها إتش 5 إن 1 في المملكة المتحدة. حدثت حالة التفشي الأولى في أكتوبر 2005 بين الطيور الغريبة المستوردة من تايوان وأمريكا الجنوبية في منشأة خاصة للحجر الصحي في إسكس بإنجلترا. كُشفت الحالة الثانية من خلال تَمّ صَدّاح ميت أُثبتت إصابته بالفيروس في سيلارديك باسكتلندا في أبريل 2006. أكدت المفوضية الأوروبية في 25 يناير 2007 حدوث حالة مقابلة في مزرعة في جنوب شرق هنغاريا.

## تفشي الوباء
ظهرت العلامات الأولى لتفشي الوباء يوم الثلاثاء 30 يناير عندما نفق 55 فرخ ديك رومي، ووجب قتل 16 آخرين لأنها كانت مريضة. نفق ما لا يقل عن 185 فرخًا آخرًا في اليوم التالي.
لم تُبلغ ديفرا عن حالات النفوق حتى 1 فبراير. أُغلقت المزرعة في أثناء إجراء الاختبارات على عينات مأخوذة من الطيور النافقة في وكالة المختبرات البيطرية في ويبريدج في سري. نفق 1500 طائر آخر في 2 فبراير. أُكدت بعدها العلاقة السببية للفيروس إتش 5 إن 1 في 3 فبراير 2007.
أُنشئت منطقة حماية بطول 3 كيلومترات ومنطقة مراقبة بطول 10 كيلومترات ومنطقة محظورة تشمل 2000 كم2. ذُبح 159,000 ديك رومي آخر لتنتهي عملية القتل الوقائي مساء يوم 5 فبراير. وُجهت انتقادات في 5 فبراير أيضًا بأن المزارعين القريبين لم يبلّغوا بالإجراء الواجب اتخاذه. أُعطي نحو 320 عاملًا في المصنع أدوية مضادة للفيروسات. على الرغم من إدخال طبيب بيطري من الموقع يعاني من «مرض تنفسي خفيف» إلى المستشفى مساء يوم 6 فبراير، فقد تبين أنه ليس إنفلونزا الطيور. عُقم المصنع بالكامل، لينتهي التنظيف في 12 فبراير ومنح بعدها الإذن باستئناف الإنتاج.
ظهرت في تقرير شديد الانتقاد من ديفرا سلسلة من الإخفاقات فيما يخص الأمن البيولوجي في مصنع هولتون، علمت الشركة بوجود بعضها في الماضي. شملت هذه الإخفاقات «أن النوارس كانت تأخذ فضلات الديك الرومي إلى مجاثمها فوق مداجن الديك الرومي على بعد 500 متر» و«كانت الثقوب في مداجن الديك الرومي تسمح بدخول الطيور أو القوارض». صرح وزير ديفرا جيف روكر في مناقشة في مجلس اللوردات في 22 فبراير أن تفشي الوباء كان «مشكلة تخص برنارد ماثيوز هولتون حصرًا».

== المراجع ==